# Шевелёв, Андрей Владимирович
Андре́й Влади́мирович Шевелёв (род. 24 мая 1970 года) — российский политический и общественный деятель, губернатор Тверской области (2011—2016), гвардии полковник в отставке. Герой Российской Федерации (1995), президент Санкт-Петербургского регионального общественного благотворительного фонда Героев Советского Союза и Героев Российской Федерации (c 1998 года), депутат Государственной Думы 4-го созыва (с 2003 по 2007 год), глава Правительства Тверской области

## Биография

### Ранние годы
Родился 24 мая 1970 года в Ленинграде. Затем переехал с родителями в город Белый Калининской области. В 1985 году с отличием закончил 8 классов Бельской средней школы.
В августе 1985 года поступил в Калининское суворовское военное училище, которое закончил в июне 1987 года. Обучение проходил в 6-й роте 4-го взвода, дослужился до заместителя командира взвода (должность офицера-воспитателя занимал старший прапорщик А. А. Музыкин).
В августе 1987 года поступил в Рязанское Высшее Воздушно-десантное командное училище, которое закончил в июне 1991 года с золотой медалью. Имеет специальность «инженер по эксплуатации бронетанковой и автомобильной техники».

### Военная служба
По окончании училища был направлен для прохождения военной службы в Воздушно-десантные войска, в 76-ю гвардейскую воздушно-десантную дивизию (Псков), пройдя путь от командира разведвзвода до заместителя командира отдельного разведывательного батальона, за время несения службы совершил 123 парашютных прыжка. В 76-й гвардейской воздушно-десантной дивизии занимал должности:
- с июля 1991 года по июль 1993 года — командир разведывательного взвода отдельной разведывательной роты, участвовал в боевых действиях:
  - с июля по октябрь 1992 года — в Осетино-грузинском конфликте;
  - с ноября по декабрь 1992 года — в Осетино-ингушском конфликте;
- с июля по декабрь 1993 года — заместитель командира отдельной разведывательной роты — инструктор ВДП;
- с декабря 1993 года по ноябрь 1995 года — командир отдельной разведывательной роты;
- с ноября 1995 года по март 1997 года — заместитель командира отдельного разведывательного батальона, участвовал в боевых действиях с ноября 1994 года по май 1996 года на территории Чеченской республики, получил там сквозное осколочное огнестрельное ранение верхней трети левого бедра;

Указом Президента Российской Федерации от 27 января 1995 года № 74 за мужество и героизм, проявленные при исполнении специального задания старшему лейтенанту Андрею Шевелёву было присвоено звание Героя Российской Федерации с вручением медали «Золотая Звезда».
С марта по август 1997 года — заместитель командира усиленного парашютно-десантного батальона постоянной готовности.
2 августа 1997 года приказом министра обороны назначен на должность преподавателя военных дисциплин Санкт-Петербургского суворовского военного училища; ему были поручены функции офицера-воспитателя училища. С апреля 2001 года по декабрь 2003 года он был командиром 3-й роты суворовцев.

### Общественная и политическая деятельность
С июля 1998 года — президент Санкт-Петербургского регионального общественного благотворительного фонда Героев Советского Союза Героев Российской Федерации.
В декабре 2003 года выдвинут кандидатом в депутаты Государственной Думы Федерального Собрания Российской Федерации по списку Всероссийской политической партии «Единая Россия» как член Центральной контрольно-ревизионной комиссии партии. 7 декабря 2003 года с результатом 19,19 процентов голосов избран депутатом Государственной думы 4-го созыва от Северо-Западного одномандатного избирательного округа № 210 (Санкт-Петербург); входит во фракцию «Единая Россия» (так называемая «группа Пехтина»). Член Комитета Государственной Думы по кредитным организациям и финансовым рынкам, с 27 апреля 2007 года — заместитель председателя этого Комитета. Член думских рабочих групп по разработке ряда законопроектов, призваных в разных сферах противодействовать терроризму: участвовал в создании поправок в закон об авиабезопасности, поправок в законодательство об обороне, разрешающие привлекать силы армии для борьбы с терроризмом, а также поддерживает законодательные инициативы в сфере обеспечения финансовой безопасности, которые разрабатываются банковским комитетом Думы.
С 15 мая 2008 года — вице-губернатор — первый заместитель председателя правительства Рязанской области.
С 16 июня 2011 года — временно исполняющий обязанности губернатора Тверской области.
C 7 июля 2011 года по 2 марта 2016 года — губернатор Тверской области. Ушёл с должности по собственному желанию.

## Критика деятельности на посту губернатора
Шевелёв занял последнее место в рейтингах губернаторов от 27 июля и 24 сентября 2014 года, составленных Фондом развития гражданского общества.
26 июня 2011 года, ещё будучи исполняющим обязанности губернатора Тверской области, Андрей Шевелёв заявил о том, что проведение фестиваля «Нашествие» может быть запрещено в связи с распространением в регионе африканской чумы свиней. Это вызвало недовольство у некоторой части населения, для которого фестиваль является культовым мероприятием. В итоге фестиваль всё-таки состоялся в Тверской области.
В сентябре 2011 года Марат Гельман заявил о том, что новый губернатор отказывается финансировать центр современного искусства «ТверьЦа». Официально никаких заявлений от администрации Тверской области не последовало, формально центр ещё существует, но финансирование полностью прекратилось.
25 сентября 2012 года губернатор Шевелев выступал в школе № 43 Твери. Представитель областного КПРФ Василика Климова задала ему вопрос о том, что в городе планируется закрыть два роддома. Вместо того, чтобы ответить на вопрос, Андрей Владимирович грубо прервал Василику, фактически устроил ей допрос, обвинил её в шпионаже, заявив, что слухи о закрытии роддомов — дезинформация. Между тем роддома действительно закрывались, это было известно и широко освещалось в печати заранее.

## Личная жизнь
Увлекается спортом: был чемпионом СССР по футболу среди юношеских команд (всесоюзные соревнования «Кожаный мяч»), имеет спортивные разряды по лыжам, плаванию и рукопашному бою.
Женат, имеет троих сыновей: Егор, Артем и Евгений. 
- Герой Российской Федерации
- орден Дружбы (28 марта 2007) — за заслуги в законотворческой деятельности, укреплении и развитии российской государственности[15]
- медаль «За отличие в воинской службе» II степени (Указ ПВС СССР)[16];
- медаль «За воинскую доблесть» I степени (2000)
- медаль «За отличие в военной службе» II степени
- медаль «За отличие в военной службе» III степени
- медаль «150 лет основания института судебных приставов» (3 июля 2015 года, Приказ ФССП России № 1354-к)[17]
- почётный знак «За заслуги перед Рязанской областью» (2011)[18]
- медаль «100 лет профсоюзам России» (ФНПР)
- именное огнестрельное оружие (16 декабря 2005)[19]